# Movimento 2 de Junho
O Movimento 2 de Junho (em alemão: Bewegung 2. Juni) foi uma organização de extrema esquerda dedicada a ações de guerrilha urbana na República Federal Alemã dos anos 70. 
O nome do grupo refere-se à data da morte de Benno Ohnesorg, um jovem estudante pacifista que foi baleado pela polícia durante uma manifestação contra o xá do Irão em Berlim Ocidental, no ano de 1967.
O Movimento 2 de Junho nasceu por volta de 1971, embora as suas origens sejam obscuras. O grupo enquadra-se no clima contestatório da Alemanha Ocidental de finais dos anos 60, durante o qual surgiram uma série de pequenos grupos que visavam transformar a sociedade, alguns pela via pacífica, outros através de acção violenta. Os seus membros eram oriundos de grupos como o Kommune I e os West Berlin Tupamaros.
Manteve relações com a Fração do Exército Vermelho (Baader-Meinhof), apesar das diferenças em termos de ideologia e de origem dos militantes de ambas as organizações. Enquanto Baader-Meinhof se inspirava no marxismo, o Movimento 2 de Junho seguia como orientação o anarquismo e seus membros eram sobretudo jovens da classe proletária - situação diferente dos membros da Facção, que eram jovens estudantes da classe média.
As suas acções armadas iniciaram-se em 1972. A 2 de Fevereiro daquele ano, membros do grupo colocaram uma bomba num alpendre para guardar barcos que era utilizado por militares britânicos. A explosão resultou na morte de um empregado alemão. O ataque foi justificado como um apoio do grupo ao Provisional Irish Republican Army.
Em Maio de 1972, o Movimento 2 de Junho colocou uma bomba no consulado da Turquia em Berlim, em protesto pela morte de estudantes turcos, mas a bomba não explodiu. A organização decidiu então colocar uma bomba na Embaixada da Turquia em Bona. De novo o plano não chegou a ser concretizado, já que os membros do grupo foram detidos pela polícia enquanto dormiam num canto de estrada durante a viagem para Bona.
A acção mais mediática do grupo ocorreu a 27 de Fevereiro de 1975 quando três membros da organização (dois homens armados e uma mulher) sequestraram Peter Lorenz, enquanto este viajava de automóvel. Lorenz era um político da União Democrata Cristã (CDU) e candidato do partido às eleições para a Câmara Municipal de Berlim. Em troca da libertação de Lorenz, o Movimento 2 de Junho pedia a libertação de alguns militantes detidos na prisão. A 3 de Março o governo alemão aceitou a proposta e levou os prisioneiros para o Iémen do Sul, onde estes conseguiram asilo político. Lorenz foi libertado no dia seguinte.
O Movimento 2 de Junho dissolveu-se no começo dos anos 1980. Alguns dos seus membros passaram a integrar a Fração do Exército Vermelho. 